# Lawrence Cahan
Pour les articles homonymes, voir Cahan (homonymie).
Lawrence Louis Henry Cahan, dit Larry Cahan, (né le 25 décembre 1933 à Fort William, dans la province de l'Ontario au Canada — mort le 25 juin 1992) est un joueur canadien de hockey sur glace professionnel qui évoluait en position de défenseur.

## Biographie
Larry Cahan débute en 1949 son hockey junior dans sa ville natale avec les Hurricanes de Fort William avec lesquels il passe quatre saisons. En 1953, il fait ses débuts professionnels avec les Hornets de Pittsburgh de la Ligue américaine de hockey (souvent désignée par le sigle LAH) et termine la saison avec cent-soixante-dix-neuf minutes de pénalité, soit le plus grand total de la ligue. La saison suivante, il rejoint les Maple Leafs de Toronto de la Ligue nationale de hockey (souvent désignée par le sigle LNH) pour lesquels il joue un an et demi avant d'être réassigné aux Hornets. Acquis par les Rangers de New York lors du repêchage intraligue 1956, il passe un peu plus de deux saisons avec les Broadway blueshirts et finit l'exercice 1958-1959 dans les ligues mineures.
En 1959-1960 et 1960-1961, il joue pour les Canucks de Vancouver de la Western Hockey League (souvent désignée par le sigle WHL) et gagne deux nominations dans la seconde équipe d'étoiles puis dans la première, tandis que l'équipe remporte la Coupe du président de champions de la WHL en 1960. De retour avec les Rangers, il évolue quatre nouvelles saisons dans la ligue majeure, partageant son temps durant les deux dernières avec la LAH. À partir de 1964, il retourne en WHL avec Vancouver et reçoit deux nouvelles nominations dans les seconde et première équipes d'étoiles en 1966 et 1967, accompagnant la seconde de la Coupe Hal Laycoe du meilleur défenseur de la ligue.
En 1967, la LNH double le nombre de ses franchises, passant de six à douze équipes. Au cours du repêchage d'expansion, Cahan est acquis par les Seals de la Californie, renommés Seals d'Oakland après le début de la saison. Le 13 janvier 1968, lors d'un déplacement chez les North Stars du Minnesota, il fait avec Ron Harris une mise en échec sur Bill Masterton. La collision projette en arrière l'attaquant des North Stars qui frappe sa tête contre la glace. Il décède deux jours plus tard, devenant le premier et seul joueur dans l'histoire de la LNH à succomber des conséquences directes de blessures subies lors d'une partie.
Durant l'été suivant, Cahan voit ses droits passés aux Canadiens de Montréal mais reste en Californie suivant une transaction avec les Kings de Los Angeles. Il évolue pendant trois ans avec sa nouvelle équipe, dont il devient le capitaine à partir de 1969, puis retourne en WHL en 1971. En 1972, une nouvelle ligue majeure voit le jour, l'Association mondiale de hockey (souvent désignée par le sigle AMH). Cahan signe avec les Cougars de Chicago, pour lesquels il assume les responsabilités de capitaine. En octobre 1973, il annonce qu'il se retire et devient dépisteur pour les Cougars.
En 1991, il est intronisé dans le temple de la renommée des sports de sa région natale, le Northwestern Ontario Sports Hall of Fame. Il meurt le 25 juin 1992 à l'âge de cinquante-huit ans.

## Statistiques
| Saison     | Équipe                     | Ligue          |     | Saison régulière | Saison régulière | Saison régulière | Saison régulière | Saison régulière |   | Séries éliminatoires | Séries éliminatoires | Séries éliminatoires | Séries éliminatoires | Séries éliminatoires |
| Saison     | Équipe                     | Ligue          | PJ  | B                | A                | Pts              | Pun              | PJ               | B | A                    | Pts                  | Pun                  |                      |                      |
| 1949-1950  | Hurricanes de Fort William | TBJHL          |     |                  |                  |                  |                  |                  |   |                      |                      |                      |                      |                      |
| 1950       | Hurricanes de Fort William | Coupe Memorial |     |                  |                  |                  |                  | 12               | 1 | 1                    | 2                    | 27                   |                      |                      |
| 1950-1951  | Hurricanes de Fort William | TBJHL          |     |                  |                  |                  |                  |                  |   |                      |                      |                      |                      |                      |
| 1951-1952  | Hurricanes de Fort William | TBJHL          | 29  | 6                | 17               | 23               | 82               | 9                | 2 | 6                    | 8                    | 32                   |                      |                      |
| 1952       | Hurricanes de Fort William | Coupe Memorial |     |                  |                  |                  |                  | 12               | 1 | 1                    | 2                    | 25                   |                      |                      |
| 1952-1953  | Hurricanes de Fort William | TBJHL          | 30  | 12               | 17               | 29               | 98               | 4                | 1 | 2                    | 3                    | 10                   |                      |                      |
| 1953-1954  | Hornets de Pittsburgh      | LAH            | 70  | 1                | 25               | 26               | 179              | 5                | 1 | 0                    | 1                    | 2                    |                      |                      |
| 1954-1955  | Maple Leafs de Toronto     | LNH            | 59  | 0                | 6                | 6                | 64               | 4                | 0 | 0                    | 0                    | 0                    |                      |                      |
| 1955-1956  | Maple Leafs de Toronto     | LNH            | 21  | 0                | 2                | 2                | 46               |                  |   |                      |                      |                      |                      |                      |
| 1955-1956  | Hornets de Pittsburgh      | LAH            | 39  | 6                | 9                | 15               | 160              | 4                | 0 | 1                    | 1                    | 12                   |                      |                      |
| 1956-1957  | Rangers de New York        | LNH            | 61  | 5                | 4                | 9                | 65               | 3                | 0 | 0                    | 0                    | 2                    |                      |                      |
| 1957-1958  | Rangers de New York        | LNH            | 34  | 1                | 1                | 2                | 20               | 5                | 0 | 0                    | 0                    | 4                    |                      |                      |
| 1958-1959  | Rangers de New York        | LNH            | 16  | 1                | 0                | 1                | 8                |                  |   |                      |                      |                      |                      |                      |
| 1958-1959  | Canucks de Vancouver       | WHL            | 9   | 2                | 6                | 8                | 22               | 9                | 1 | 2                    | 3                    | 18                   |                      |                      |
| 1958-1959  | Indians de Springfield     | LAH            | 33  | 3                | 11               | 14               | 75               |                  |   |                      |                      |                      |                      |                      |
| 1958-1959  | Bisons de Buffalo          | LAH            |     |                  |                  |                  |                  | 3                | 0 | 0                    | 0                    | 0                    |                      |                      |
| 1959-1960  | Canucks de Vancouver       | WHL            | 70  | 11               | 22               | 33               | 116              | 11               | 0 | 4                    | 4                    | 19                   |                      |                      |
| 1960-1961  | Canucks de Vancouver       | WHL            | 70  | 13               | 15               | 28               | 81               | 9                | 2 | 2                    | 4                    | 12                   |                      |                      |
| 1961-1962  | Rangers de New York        | LNH            | 57  | 2                | 7                | 9                | 85               | 6                | 0 | 0                    | 0                    | 10                   |                      |                      |
| 1962-1963  | Rangers de New York        | LNH            | 56  | 6                | 14               | 20               | 47               |                  |   |                      |                      |                      |                      |                      |
| 1963-1964  | Rangers de New York        | LNH            | 53  | 4                | 8                | 12               | 80               |                  |   |                      |                      |                      |                      |                      |
| 1963-1964  | Clippers de Baltimore      | LAH            | 12  | 2                | 8                | 10               | 16               |                  |   |                      |                      |                      |                      |                      |
| 1964-1965  | Rangers de New York        | LNH            | 26  | 0                | 5                | 5                | 32               |                  |   |                      |                      |                      |                      |                      |
| 1964-1965  | Clippers de Baltimore      | LAH            | 16  | 1                | 6                | 7                | 34               |                  |   |                      |                      |                      |                      |                      |
| 1964-1965  | Canucks de Vancouver       | WHL            | 26  | 2                | 15               | 17               | 67               | 5                | 0 | 3                    | 3                    | 28                   |                      |                      |
| 1965-1966  | Canucks de Vancouver       | WHL            | 72  | 14               | 34               | 48               | 156              | 7                | 4 | 12                   | 16                   | 4                    |                      |                      |
| 1966-1967  | Canucks de Vancouver       | WHL            | 72  | 18               | 36               | 54               | 88               | 8                | 1 | 4                    | 5                    | 6                    |                      |                      |
| 1967-1968  | Seals d'Oakland            | LNH            | 74  | 9                | 15               | 24               | 80               |                  |   |                      |                      |                      |                      |                      |
| 1968-1969  | Kings de Los Angeles       | LNH            | 72  | 3                | 11               | 14               | 45               |                  |   |                      |                      |                      |                      |                      |
| 1969-1970  | Kings de Los Angeles       | LNH            | 70  | 4                | 8                | 12               | 52               |                  |   |                      |                      |                      |                      |                      |
| 1970-1971  | Kings de Los Angeles       | LNH            | 67  | 3                | 11               | 14               | 45               |                  |   |                      |                      |                      |                      |                      |
| 1971-1972  | Totems de Seattle          | WHL            | 50  | 4                | 12               | 16               | 44               |                  |   |                      |                      |                      |                      |                      |
| 1972-1973  | Cougars de Chicago         | AMH            | 75  | 1                | 10               | 11               | 44               |                  |   |                      |                      |                      |                      |                      |
| 1973-1974  | Cougars de Chicago         | AMH            | 3   | 0                | 0                | 0                | 2                |                  |   |                      |                      |                      |                      |                      |
| Totaux LNH | Totaux LNH                 | Totaux LNH     | 666 | 38               | 92               | 130              | 700              | 29               | 1 | 1                    | 2                    | 38                   |                      |                      |
| Totaux AMH | Totaux AMH                 | Totaux AMH     | 78  | 1                | 10               | 11               | 46               |                  |   |                      |                      |                      |                      |                      |

## Trophées et honneurs personnels
- 1959-1960 : 
  - champion de la Coupe du président avec les Canucks de Vancouver
  - seconde équipe d'étoiles de la Western Hockey League
- 1960-1961 : première équipe d'étoiles de la Western Hockey League
- 1965-1966 : seconde équipe d'étoiles de la Western Hockey League
- 1966-1967 : 
  - Coupe Hal Laycoe du meilleur défenseur de la Western Hockey League
  - première équipe d'étoiles de la Western Hockey League
- 1991 : intronisé au Northwestern Ontario Sports Hall of Fame